# Червоновуха черепаха прикрашена
Червоновуха черепаха прикрашена (Trachemys decorata) — вид черепах з роду Червоновухі черепахи родини Прісноводні черепахи. Інша назва «еспаньйольська черепаха».

## Опис
Загальна довжина карапаксу досягає 30—34,1 см. Спостерігається статевий диморфізм: самиці більші за самців. Голова невелика. Шия досить довга. Карапакс подовжений, еліптичної форми, з невеликим медіальним кілем. У самців довгі кігті на передніх лапах, трохи увігнутий пластрон, товстий довгий хвіст. Кінцівки наділені розвиненими плавальними перетинками.
На сірій голові присутні декілька жовтих смуг з темною облямівкою і широка жовто—зеленою смуга. Колір карапаксу коливається від сірого до коричневого з малюнком з помаранчевих ліній й кіл у молодих черепах. Пластрон жовто—кремового забарвлення з плямами. Кінцівки і хвіст сірувато—зелені або коричневі, також зі світлими смугами.

## Спосіб життя
Полюбляє невеликі водойми з м'яким дном і рясною рослинністю, з прісною і солонуватою водою. Значний час проводить у воді. Часто гріється на сонці. Харчується рибою, ракоподібними, комахами, іноді водними рослинами.
Розмножуватися може увесь рік. При паруванні самець пливе перед самицею задом наперед і лоскоче своїми довгими кігтями її мордочку. Яйця зазвичай відкладаються з квітня по липень. У кладці 6—18 яєць. Протягом року може бути від 1 до 4 кладок. Яйця білі, подовжені, розміром 35—47 мм завдовжки і 20—25 мм в діаметрі. Інкубаційний період триває 61—80 днів за температури 30 °C. Новонароджені черепашенята яскраво забарвлені і мають розмір карапаксу 30—40 мм.

## Розповсюдження
Мешкає на о. Гаїті: від крайнього заходу півострова Тібурон і по долині від Порт-о-Пренса і берегів озера Соматр на схід через озеро Енрікильо до затоки Нейба.